# ДНК анализа
Генетичка идентификација, генетичко тестирање и генетички профил су технике којима се врши идентификација између индивидуа исте врсте користећи притом само узорке њихових дезоксирибонуклеинских киселина (ДНК), односно генетичког материјала. Оваква употреба генетичког материјала је представљена 1985. године на Универзитету Лајкестер од стране њеног изумитеља Алека Џефриса. 
ДНК профилирање је форензичка техника у криминалистичким истрагама, при чему се пореде профили кривично осумњичених са ДНК доказима како би се проценила вероватноћа да су они били умешани у злочин. Такође се користи у тестирању родитељства, да би се утврдила подобност за имиграцију, и у генеалошким и медицинским истраживањима. ДНК профилирање се такође користи у истраживању популације животиња и биљака у областима зоологије, ботанике и пољопривреде.

## Залеђина
Почевши од 1980-их научни напредак омогућио је употребу ДНК као материјала за идентификацију појединца. Први патент који директно покрива коришћење варијације ДНК за форензичке сврхе поднео је Џефри Гласберг 1983. године, на основу истраживања која је он спровео на Универзитету Рокфелер 1981. године. У Великој Британији, генетичар Сер Алек Џефриз самостално је развио поступак профилисања ДНК почетком 1984. године, радећи на Одељењу за генетику Универзитета Лајкестер.

## Употреба ДНК анализе
Двоје људи махом имају велику већину ДНК секвенци заједничких. Генетичка идентификација се служи микросателитима - секвенце које се понављају и имају висок степен варијација. Двоје људи који нису у крвном сродству ће имати различит број микросателита на датом локусу. Користећи PCR за утврђивање степена понављања секвенци на неколико локуса, могуће је пронаћи исту секвенцу која у нормалним околностима никад не би могла бити успостављена игром случаја.
Судски вештаци користе у великој мери генетичку идентификацију како би утврдили могућу везу између узорака крви, влакна косе, пљувачке или сперме. Овај начин идентификације је такође помогао у многим случајевима где су појединци неправедно окривљени и њихова невиност установљена. Такође се користи у популационим студијама дивљих животиња, тестирањима за утврђивање очинстава, идентификацији лешева и при утврђивању састава прехрамбених производа. Ова врста идентификација се такође нашла корисном у постављању хипотеза о моделу људске дијаспоре у преисторијском времену.
Тестирање се врши према правилнику оног судског тела које такво тестирање и захтева. Оваква врста тестирања је обично добровољна, али може се тражити и на основу судског налога. Неколико правних система у различитим државама су почеле са састављањем јединствених база података који садрже генетичке информације утврђених осуђеника. До 2005. Велика Британија тренутно има највећу базу података ове врсте на свету са више од 2 милиона узорака. Величина ове базе података и брзина њеног раста је од посебног интересовања неких група које заступају грађанска права у Великој Британији, где полиција има висок степен права и моћи да дође до узорака од интересовања па чак има и право на задржавање истих иако се дође до ослобађајуће пресуде у случају.

## Процес генетичке идентификације
Генетичка идентификација почиње тиме што се ДНК у целости извади из ћелија које могу бити у узорцима крви, пљувачке, сперме или било које друге врсте ткива. Најчешћи метод је брис из грла. 
Затим РФЛП (restriction fragment length polymorphism) анализом се сече ланац ДНК помоћу рестриктивних ензима у краће фрагменте који се лакше раздвајају при електрофорези на агарозном гелу. ДНК молекул је негативно наелектрисан, и при електрофорези се креће од негативне аноде према позитивној катоди. Раздвојени фрагменти се на желатину виде као кратке хоризонталне цртице које се помоћу технике зване Southern Blot пребаце са желатина на најлон мембрану. Овај ДНК узорак се затим третира са ДНК узорком који је обележен радиоактивним материјалом и који се веже на унапред утврђену ДНК секвенцу. Сувишан радиоактивно обеленжен ДНК молекул се спере. Рендгенски филм се стави испод најлон мембране и на тај начин се сними целокупни узорак и оно што је најбитније јасно је видљив онај део ДНК-а молекула који је био обележен радиоактивним ДНК молекулом. Крајњи продукт је филм са јасно видљивим хоризонталним цртицама које називамо ДНК профилом.
Однедавно нова техника за генетичку идентификацију је почела да се примењује АФЛП (amplified fragment length polymorphism). Ова нова техника је слична РФЛП анализи, али новина је да има два додатна процеса амплификације, при чему се повећава број добијених ДНК фрагмената, уз употребу посебно направљених прајмера. AFLP анализа је тренутно крајње механички процес и омогућава лак начин за добијање генетичког стабла помоћу којег се врши поређење узорака једне особе са другом. Један од најмодернијих и најчешће употребљиван начин за добијање ДНК профила у судским процесима је ланчана реакција полимеразе (PCR). Ланчаном реакцијом полимеразе се умножавају унапред одређени региони молекула ДНК, то јест унапред одређених ДНК секвенци за које се зна да имају висок степен варијација између људи. Овај процес амплификације омогућава научницима да започну истраживање са веома скромним узорцима, и крајњим продуктом који гарантује успостављања везе имеђу датих узорака у односу од 1 према милијарди. Ланчана реакција полимеразе је до сада најкоришћенији метод за презентирање ДНК доказа у судском вештачењу.

## Обазрива употреба ДНК доказа
Током првих година употребе ДНК као доказа у судским процесима, поротницима је често била представљена комплексна или нетачна слика доказа од стране браниоца, као на пример: дата је могућност да одређени узорак, то јест секвенца има шансу 1 према 5 милиона да се нађе код неке друге особе. Бранилац би онда навео пример да у земљи од рецимо 60 милиона људи, у тој земљи би се нашло 12 особа која би имале исту секвенцу. То би даље значило да од 12 особа једна је крива. Оваква манипулација доказа је лажна јер се полази од тога да се особа од ДНК интереса насумице бира из популације од 60 милиона. Међутим, поротници морају да схвате да поред генетичког профила, осумњичени има и неке друге физичке везе са жртвом (отисак прстију, оружје којим је убиство урађено, непостојање алибија, итд.). Лажна идеја или играње доказа да упостављање везе од 1 према 5 милиона аутоматски значи невиност од 1 према 5 милиона је позната као адвокатска лаж (prosecutor’s fallacy).
Да би се избегле разне теоријске случајности у утврђивању веза између узорака данас се врши велики број поновних тестирања који статистички гледано имају грешку у рејону од 1 према милијарду (100,000,000,000). Међутим, степен грешака у лабораторијским процедурама може да буде много виши од овога, и често лабораторијске процедуре не подржавају теорију при којима су се ове статистичке броје израчунале. На пример, случајне могућности могу бити израчунате на основу могућности да маркери из два узорка имају хоризонталне цртице на истој локацији, али техничар у лабораторији може да закључи на основу овога да слични, али не идентични, атрибути хоризонталних цртица могу да буду резултат грешака у желатину од агарозе. Међутим у овом случају лабораторијски техничар повећава могућност случајности тако што проширује критеријуме за налажење истоветне ДНКа секвенце у оба узорка. Недавне студије су пронашле висок степен грешака што може бити од велике бриге и дилеме кад је реч о генетичком материјалу као главном доказу у судском процесу . Пажљиви поротник неће своју одлуку донети само на основу генетичког доказа, већ на основу других фактора који могу да му помогну у доношењу праве одлуке. Кимерија је само један од примера где непостојање генетичке везе два узорка могу да прогласе кривог невиним. 
Кад се ДНК доказ узима у обзир следећа питања се морају поставити:
- Може ли успостављена веза бити случајност?
- Ако не, да ли је могуће да је ДНК доказ намерно постављен на месту злочина?
- Ако не, да ли је осумњичени имао прилике да остави свој генетички материјал на месту злочина у скорашњој прошлости?
- Ако да, да ли то значи да је осумњичени крив?

## Лажни ДНК докази
Вредност ДНК доказа је недавно уздрмана кад су узети за пример недавни случајеви криминалаца који би дотурили на место злочина лажан генетички материјал. У једном од горих случајева кривци су стављали туђи генетички материјал чак и у своје тело. Доктор Шнибергер из Канаде је силовао једну од својих пацијенткиња 1992. која је претходно била под јаким седативима те се није ничега сећала, али је у њеном доњем вешу нађена његова сперма. Доктор је добровољно тестиран три различита пута и никад није успостављена веза између ДНК секвенци његове сперме пронађене у доњем вешу и ДНК секвенце доктора Шнибергера. На крају се испоставило да је он хируршки себи уградио гумени јастучић напуњен туђом крвљу и антикоагулантима у своју руку.

## Судски процеси
- 1988. Британски пекар Колин Пичфорк је прва особа која је осуђена на основу ДНК доказа.
- 1989. сексуални насилник на Флориди Томи Ли Ендруз је први Американац који је осуђен на основу ДНК за злочин који је починио 1987.
- 1991. Алан Легере је први Канађанин који је осуђен на основу ДНК доказа за 4 убистава које је починио док је био у бекству 1989. Током његовог суђења браниоци су тврдили како веома мала варијација у генетичком рејону из кога је осумњичени може довесто то лажног резултата.
- 1992. ДНК доказ је коришћен како би се доказало да је доктор Јозеф Менгеле из Нацистичке Немачке, сахрањен у Бразилу као Волфганг Герхард.
- Ова наука је постала супер позната у медијима у САД када је 1994. тужилац користио, уз помоћ експерата и пуно објашњена шта је ДНК, ДНК доказе који су повезивали О Џеј Симпсона са двоструким убиством.
- У јуну 2003. услед нових ДНК доказа, Денис Халстед, Џон Когут и Џон Рестиво су добили пновно суђење. Тројица мушкараца су већ одслужили 18 година од њихове првобитно 30+ годишње казне.
- Судски процес Роберта Пиктона је познат по томе да је ДНК доказ коришћен искључиво како би се идентификовале жртве и у многим случајевима доказало њихово постојање.
- Марта 2003. Џосаја Сутон је пуштен из затвора након одслужења 4 године од своје дванаестогодишње казне за сексуални напад. Сумњиви Сутонови ДНК узорци су поновно тестирани након што се открило да је дошло до тешког кршења правила при тестирању ДНК узорака у полицијској лабораторији у Хјустону, Тексас, САД.